# Andrzej Sowa (dziennikarz)
Andrzej Sowa (ur. 19 października 1945 w Tończy) – polski historyk i popularyzator historii, dziennikarz naukowy Polskiego Radia specjalizujący się w tematyce historycznej, autor audycji (w tym słuchowisk) radiowych oraz książek o tematyce historycznej. Wykładowca szkół dziennikarskich.

## Życiorys
Wychował się w Tończy. Jest absolwentem Liceum Ogólnokształcącego w Węgrowie (1963) oraz historii na Uniwersytecie Warszawskim (1968).
Związany z ogólnopolskimi antenami Polskiego Radia: z Radiem Bis, Programem 1 oraz Programem 2, autor słuchowisk produkowanych przez Teatr Polskiego Radia. Pracował w redakcjach czasopism: „Zarzewie” (jako redaktor naczelny), „Gromada Rolnik Polski”, „Wiadomości Sportowe” oraz „Kurier Węgrowski”.

## Nagrody i wyróżnienia
- Złoty Mikrofon Polskiego Radia[11] (w 2002 roku[12][8][4][6]) – „za oryginalny sposób przybliżania historii Polski i świata”[8]
- Nagrody im. Profesora Hugona Steinhausa: honorowe wyróżnienie za popularyzację wiedzy o historii Polski i historii powszechnej w programach Polskiego Radia, zwłaszcza za cykle kronik historycznych (w 2003 roku)[13][7]
- Nagroda Klio 2006 II stopnia w kategorii Varsaviana za „1944 – powstańcze epizody: autentyczne relacje powstańców”[14]

## Audycje cykliczne
- „Na historycznej wokandzie”[3] (–1983–1993–1995–2001–2002–)
- „Historia alternatywna” (Andrzej Sowa, Janusz Osica, 1996?)
- „1939, rok pokoju, rok wojny” – cykl historyczny Doroty Truszczak i Andrzeja Sowy, emitowany od 1 stycznia 2009 do 31 grudnia[15] 2009 na antenie Programu 1 Polskiego Radia, z okazji 70. rocznicy wybuchu II wojny światowej[16][17]
- „1945, rok wojny, rok pokoju” – cykl dźwiękowych dzienników historycznych Doroty Truszczak i Andrzeja Sowy, emitowany od 1 stycznia do 31 grudnia 2010 na antenie Programu 1 Polskiego Radia[18][15][19]
- „Świadkowie historii” – cykl dźwiękowych dzienników historycznych Doroty Truszczak i Andrzeja Sowy, poświęcony okresowi Polskiej Rzeczypospolitej Ludowej (PRL), emitowany codziennie od 28 lutego 2011 do połowy czerwca 2012 na antenie Programu 1 Polskiego Radia[10][20]
- „Kronika powstania styczniowego” (2013[3]) wraz z Dorotą Truszczak[3] (prowadząca audycję), 55 odcinków, 2013–2014, premiera na antenie Programu 1 Polskiego Radia
- „Kalendarium Wielkiej Wojny” (2015[3]) wraz z Dorotą Truszczak,

## Publikacje

### Książki
- 1939. Ostatni rok pokoju, pierwszy rok wojny; Janusz Osica, Andrzej Sowa, Paweł Wieczorkiewicz, współpr. Dorota Truszczak; wyd. Poznań: Wydawnictwo Zysk i S-ka, 2009, ISBN 978-83-7506-386-8. Kontynuacja audycji „1945, rok wojny, rok pokoju” autorstwa Doroty Truszczak i Andrzeja Sowy.
- Alternatywna historia II wojny światowej; Janusz Osica, Andrzej Sowa; wyd. Warszawa: Bellona, cop. 2013, ISBN 978-83-1112-230-7
- Bitwa Warszawska 1920: Rok niezwykły. Rok zwyczajny; Janusz Osica i Andrzej Sowa; wyd. Poznań: Wydawnictwo Zysk i S-ka, 2011, ISBN 978-83-7506-791-0
- cykl „Co by było, gdyby”:
  - Co by było, gdyby...: historie alternatywne: z Henrykiem Samsonowiczem [i in.] rozmawiają Janusz Osica i Andrzej Sowa; wyd. Warszawa: Bellona, 1998, ISBN 83-11-08756-3
  - Alternatywna historia: co by było, gdyby...: z Andrzejem Ajnenkielem [i in.] rozmawiają Janusz Osica i Andrzej Sowa; wyd. Warszawa: Bellona, cop. 2005, ISBN 83-11-10073-X
  - Co by było gdyby?: tajniki, mechanizmy, historie alternatywne: rozmowy z Andrzejem Ajnenkielem, Henrykiem Samsonowiczem, Januszem Tazbirem, Pawłem Wieczorkiewiczem; Janusz Osica, Andrzej Sowa; wyd. Warszawa: Bellona, 2013, ISBN 978-83-1112-910-8
- Drogi do Niepodległej 1918; Andrzej Sowa, współpr. Dorota Truszczak; wyd. Warszawa: Bellona, cop. 2008, ISBN 978-83-1111-411-1
- Granice kompromisu: Jarosław Kalinowski o kulisach negocjacji w Kopenhadze 2002; Andrzej Sowa; wyd. Warszawa: Stowarzyszenie Promni (Jarosław Kalinowski), 2014, ISBN 978-83-9338-403-7
- Henryk Samsonowicz, świadek epoki: wywiad rzeka; Henryk Samsonowicz, rozmawiał Andrzej Sowa, współpr. Dorota Truszczak; wyd. Warszawa: Bellona, cop. 2009, ISBN 978-83-1111-528-6
- Kronika 1939 roku [książka i płyta CD]; Andrzej Sowa; wyd. Warszawa: Dom Wydawniczy Bellona przy współpracy z Polskim Radiem Bis, 2000, ISBN 83-11-09018-1
- Medicus Magnus: rzecz o Marianie Garlickim; Jacek Ejsmond, Andrzej Sowa; wyd. Warszawa: Bellona, cop. 2008, ISBN 978-83-1111-419-7
- Ja Kiljańczyk z Mrokowa: Wywiad Rzeka; Stanisław Kiljańczyk, rozmawiał Andrzej Sowa, współpr. Henryk Sekulski; wyd. Warszawa: Bellona, post 2007, ISBN 978-83-11-10748-9
- Po prostu „Promni” [książka i 2 płyty DVD]; Andrzej Sowa (wywiady, wybór materiałów i oprac.), współpr. Tomasz Kalbarczyk; wyd. Warszawa: Muzeum Historii Polskiego Ruchu Ludowego, Stowarzyszenie Promni, 2010, ISBN 978-83-6009-394-8
- Polska gminna 2001: pierwszy autobiograficzny leksykon wójtów i burmistrzów; kierownik projektu Andrzej Sowa, red. Leszek Leśniak; wyd. Warszawa: Fundacja Prasy i Książki, 2001, ISBN 83-91-58340-6
- Rzeczpospolita w okresie odsieczy wiedeńskiej 1683; Andrzej Sowa; wyd. Kraków – Wrocław: Polska Akademia Nauk Oddział w Krakowie, Wydawnictwo Zakład Narodowy im. Ossolińskich, 1984, ISBN 83-04-01878-0 (seria „Nauka dla Wszystkich”, ISSN 0077-6181, nr 377)
- Życie pełne pasji i adrenaliny komandos w białym kołnierzyku: wywiad rzeka z Markiem Lutym, Międzynarodowym Trenerem Zarządzania, menedżerem, coachem; Marek Luty, oprac. red. i indeks nazwisk Andrzej Sowa; wyd. Warszawa: Muzeum Historii Polskiego Ruchu Ludowego, cop. 2011, ISBN 978-83-6217-142-2
- seria „Życie spełnione”:
  - Życie spełnione 1: Mój pamiętnik; Zofia Solarzowa, oprac. i red. nauk. Andrzej Sowa; wyd. Warszawa: Stowarzyszenie Promni, Muzeum Historii Polskiego Ruchu Ludowego, 2013, ISBN 978-83-933840-1-3, ISBN 978-83-933840-2-0, ISBN 978-83-62171-79-8
  - Życie spełnione 2: Pisma społeczne i literackie; Zofia Solarzowa, oprac. i red. nauk. Wojciech Solarz i Andrzej Sowa; wyd. Warszawa: Stowarzyszenie Promni (Jarosław Kalinowski), 2015, ISBN 978-83-933840-1-3, ISBN 978-83-933840-4-4

### Wydawnictwa płytowe (dokumenty dźwiękowe)
- 1944 – powstańcze epizody: autentyczne relacje powstańców [4 płyty CD]; wybór i oprac. Andrzej Sowa, Krzysztof Cypelt, oprac. muz. T. Kolczak; lektorzy: W. Jaworski, J. Szydłowski; wyd. Warszawa: Dom Wydawniczy Bellona, Polskie Radio, 2006, ISBN 83-11-10501-4
- Od Mieszka I do Jana Pawła II: kompaktowa historia Polski [30 płyt CD]; oprac. merytoryczne Andrzej Sowa, autorzy: W. Fałkowski, T. Chynczewska-Hennel, J. Staszewski, A.Szwarc, P. Wieczorkiewicz, J. Eisler; lektorzy: M. Gudowski, A. Krusiewicz, A. Rogińska; wyd. Warszawa: Dom Wydawniczy Bellona, Radiowa Agencja Fonograficzna, 2005, ISBN 83-11-10241-4